# Mount Kelsey
Mount Kelsey är ett berg i Antarktis. Det ligger i Östantarktis. Storbritannien gör anspråk på området. Toppen på Mount Kelsey är 1 370 meter över havet.
Terrängen runt Mount Kelsey är huvudsakligen kuperad, men åt nordväst är den platt. Trakten är obefolkad. Det finns inga samhällen i närheten.